# Крамер, Иоганн Баптист
Иоганн Баптист Крамер (нем. Johann-Baptist Cramer; 24 февраля 1771, Мангейм — 16 апреля 1858, Лондон) — британский пианист и композитор германского происхождения. Брат дирижёра Франца Крамера.
Родился в семье Вильгельма Крамера (1745, Мангейм — 5.10.1799, Лондон), скрипача и дирижёра, в 1772 году обосновавшегося в Англии, где и прошла по преимуществу жизнь его сына. Учился фортепианной игре у И. С. Шрётера, в 1782—1784 гг. — у Муцио Клементи; теории музыки — у К. Ф. Абеля.
До 1800 года широко гастролировал по континентальной Европе. Часто выступал в Вене, где сдружился с Людвигом ван Бетховеном. В 1824 году вместе с компаньонами, числе которых был Яков Розенгайн, основал фирму Cramer & Co., под различными названиями, использовавшими его имя, изготавливавшую фортепиано и выпускавшую музыкальную литературу на протяжении 140 лет (в 1964 г. поглощена Kemble & Co.).
Из его сочинений (одних сонат насчитывается до 105) особенно интересны этюды. В 1846 издана его школа для изучения игры на фортепиано. Писал также концерты для фортепиано и оркестра, дуэты для фортепиано и арфы, квинтеты и множество других произведений. Как пианист-виртуоз, Крамер славился замечательным по разнообразию туше.